# Lipinia nototaenia
Lipinia nototaenia är en ödleart som beskrevs av  George Albert Boulenger 1914. Lipinia nototaenia ingår i släktet Lipinia och familjen skinkar. Inga underarter finns listade i Catalogue of Life.